# Петар Стамболић
Петар Стамболић (Брезова, код Ивањице, 12. јул 1912 — Београд, 21. септембар 2007) био је учесник Народноослободилачке борбе, друштвено-политички радник СФРЈ и СР Србије, јунак социјалистичког рада и народни херој Југославије. Обављао је највише државне функције на републичком и савезном нивоу и налазио у највишим партијским органима. У периоду од 1963. до 1967. обављао је функцију председника Савезног извршног већа, а од 1982. до 1983. председника Председништва СФРЈ.

## Биографија
Рођен је у 12. јула 1912. у селу Брезова, код Ивањице. Потицао је из сиромашне земљорадничке породице Милана и Анђелије Стамболић. Његов отац био је кираџија (превозник) који је разне пољопривредне производе превозио од Старог Влаха до Београда, а погинуо је у лето 1913. у борби против Бугара, у Брегалничкој бици. Након очеве смрти, бригу о домаћинству преузела је мајка Анђелија. Петар је одрастао је у породичној задрузи, са преко тридесет чланова, а био је одгајан је на српској слободарској традицији, уз народне песме и приче о херојству ослободилачких ратова.
Основну школу учио је у родном месту. Ниже разреде гимназије похађао је у Ивањици, а више разреде у Чачку. Током гимназијских дана, заједно са Милинком Кушићем, био је члан литерарне дружине „Танаско Рајић”. Током боравка у Чачку, од 1929. до 1931, услед лошег материјалног стања, подучавао је синове локалног трговца Миленка Глишића, а заузврат је добијао плату и могућност да станује у њиховој кући. У Чачку је дошао у контакт са комунистичким идејама. Од Ратка Пенезића, социјалисте и члана некадашње Српске социјалдемократске партије (ССДП) добио је књиге Владимир Лењина — Империјализам као највиши стадијум капитализма и Држава и револуција. Као члан Трезвењачког друштва, током боравка на конгресу у Сарајеву, упознао је професора Милутина Смиљанића из Ужица, који је такође снажно идеолошки утицао на њега.

### Револуционарни рад
Након положене матуре, 1931. отишао је у Београд, где је уписао Правни факултет. Наредне године, прешао је на студије агрономије на Пољопривредно-шумарском факултету у Земуну. У време његовог доласка у Београд, нарастао је бунт студената Универзитета у Београду против Шестојануарске диктатуре краља Александра Карађорђевића, а полако се обнављао и револуционарни студентски покрет. Контакт са левичарским студентским групама остварио је најпре преко омладине Земљорадничке странке, а преко друга из Ивањице, Венијамина Маринковића повезао се са тада илегалним Савезом комунистичке омладине Југославије (СКОЈ) и децембра 1933. постао његов члан. У јесен исте године формирана је на Пољопривредно-шумарском факултету скојевска организација, чији је убрзо потом постао члан, а касније и њен руководилац.
Као члан Акционог одбора стручних студентских удружења, радио је на оснивању стручних студентских удружења и окупљању студената марксиста. Током 1934. учествовао је у демонстрацијама против диктатуре, а 1935. и 1936. био је један од организатора штрајкова и борбе револуционарне студентске омладине за слободу и аутономију Универзитета, против националистичких студентских удружења и др. Септембра 1934. укључен је у чланство Универзитетског комитета СКОЈ, а 7. новембра 1935. постао је члан Комунистичке партије Југославије (КПЈ). Поред партијског рада у Београду, у време распуста, ангажовао се у раду са средњошколском и радничком омладином, у родном крају.
На одслужење војног рока у Југословенску војску отишао је 1936. најпре у Школу резервних официра у Сарајево, а потом је био у Земуну и Крагујевцу.  После одслужења војске, вратио се у Београд и наставио са револуционарним деловањем. Године 1937. постао је члан Универзитетског комитета КПЈ, тада најјаче партијске организације у Београду. Због своје политичке делатности више пута је био хапшен и протериван из Београда. Како је његов даљи опстанак и рад у Београду, због честих хапшења, био онемогућен по задатку руководства КПЈ је од новембра 1937. до марта 1938. радио као партијски радник у унутрашњости, углавном у централној и западној Србији, помажући у организационо-политичком раду тамошњим партијским организацијама. Од средине 1938. као инструктор Покрајинског комитета КПЈ за Србију, радио је при Обласном комитету КПЈ за западну Србију. Средином маја 1940. учествовао је у Београду на Петој покрајинској конференцији КПЈ за Србију, на којој је изабран за једног од 17 делегата за Пету земаљску конференцију КПЈ. Током учешћа на Петој конференцији КПЈ, одржаној октобра 1940. у Дубрави, код Загреба, упознао је генералног секретара КПЈ Јосипа Броза Тита. Крајем 1940. и почетком 1941. радио је као инструктор Покрајинског комитета у Нишу и Ваљеву.

### Народноослободилачка борба
После окупације Југославије, 1941. од стране Покрајинског комитета КПЈ за Србију упућен је на подручје Јагодине и Смедеревске Паланке
са задатаком да ради на припреми партијских организација за оружани устанак и стварању партизанских одреда. Током лета и почетком јесени 1941. учествовао је у формирању Поморавског и Другог шумадијског одреда, као и у организовању Народноослободилачких одбора и других револуционарних органа власти. У јесен 1941, у тада ослобођеном, Ужицу радио на организовању централног органа народне власти и 17. новембра 1941. био изабран за секретара Главног народноослободилачког одбора за Србију, чији је председник био Драгојло Дудић. Неколико дана дана касније, заједно са Александром Ранковићем и Ивом Лолом Рибаром, био је део партизанске делегације, која је у Чачку преговарала са представницима четничких одреда Држе Михаиловића и склопила споразум о ненападању, заједничкој борби против окупатора и домаћих издајника, пуштању заробљеника и истрази почињених злочина. Како је убрзо дошло до прве велике немачке офанзиве, овај споразум који је био покушај да се заустави грађански рат, остао је мртво слово на папиру.
Приликом повлачења Главнине партизанских снага преко Златибора и Увца у Санџак, у околини Нове Вароши одржан је 1. децембра 1941. састанак Врховног штаба НОПОЈ на коме је разматран план повратка дела партизанских јединица у Србију. Како је Главни штаб НОП одреда Србије престао да функционише, одлучено је да се обнови његов рад и да се изаберу нови чланови, међу којима је био и Стамболић. Током зиме 1941/1942. Миленко Кушић и он нису успели да се пробију назад у Србију, па Главни штаб никада није профункционисао у правом  смислу. Кретао се са главнином партизанских снага, којом је командовао Врховни штаб и са њима дошао у источну Босну. Најпре је кратко време био у Штабу Друге пролетерске ударне бригаде, а потом је упућен на политички рад у Покрајински комитет КПЈ за Босну и Херцеговину.
Марта 1942. рањен је у обе ноге у Средњем, код Пала, након чега се лечио и скривао у Шековићима. Рана на једном стопалу му је упорно гнојила што му је отежавало кретање. Како би отишао у Београд, ради даљег лечења, одлуком Централног комитета КПЈ, упућен је на партијски рад у Србију. Првих дана 1943. пребацио се у Срем, а у јуну 1943. успео је да дође у окупирани Београд, где је у тајности оперисан па је коначно успео да залечи рану. Благоје Нешковић, секретар Покрајинског комитета КПЈ за Србију упутио га је тада у конспиративне везе, пошто је септембра 1943. напустио Београд. Почетком октобра 1943, након хапшења Вере Милетић и Василија Бухе, дошло је до велике провале у београдској партијској организацији, па се Стамболић повукао у дубоку илегалу.
Половином 1943, док се налазио у Београду, одређен је од Врховног штаба за вршиоца дужности команданта Главног штаба НОВ и ПО Србије, али је ову дужност преузео тек у марту 1944, када је напустио Београд. На Другом заседању АВНОЈ-а, одржаном новембра 1943. у Јајцу, у одсуству је изабран за члана Председништва АВНОЈ. У пролеће 1944. придружио се партизанским јединицама на југу Србије, где је јула 1944. дужност команданта Главног штаба предао генералу Кочи Поповићу. После ослобођења Београда и већег дела Србије, у јесен 1944. радио је на успостављању нових органа власти. На Великој антифашистичкој народноослободилачкој скупштини Србије одржаној од 9. до 12. новембра 1944. у Београду изабран је за секретара Антифашистичке скупштине народног ослобођења Србије (АСНОС).

### Послератни период
На заседању Антифашистичке скупштине народног ослобођења Србије, одржаној 9. априла 1945. у Београду, на којој је АСНОС прерастао у Народну скупштину Србијe, формирана је Народна влада Србије, чији је председник био Благоје Нешковић. Стамболић је у овој Влади налазио на дужности министар финансија, а након одржавања избора за Народну скупштину Србије, новембра 1946. формирана је нова Влада, у којој је био први потпредседник. Истовремено, од 8. јануара 1948. до 31. августа 1948. био је министар пољопривреде у Влади ФНРЈ. После Нешковићевог одласка у Владу ФНРЈ, септембра 1948. Стамболић је преузео дужност председника Владе НР Србије. На челу Владе налазио се укупно три мандата до децембра 1953. године. Након избора за Народну скупштину НР Србије, одржаних октобра 1953, изабран је 14. децембар 1953. за председника Народне скупштине и на овој дужности налазио се до 6. априла 1957. године.
На Оснивачком конгресу Комунистичке партије Србије (КПС) одржаном од 8. до 12. маја 1945. у Београду изабран је за Централног комитет КПС и члана његовог оперативног дела Политичког бироа (Политбиро). На Другом конгресу КП Србије, јануара 1949. изабран је за политичког секретара Централног комитета КПС, а на ову дужност биран је и на Трећем конгресу СК Србије, априла 1954. године. Дужност секретара ЦК СК Србије, након одласка на савезне функције, предао је 30. марта 1957. Јовану Веселинову. Истовремено, од 5. септембра 1948. до 23. маја 1957. налазио се на дужности председника Главног одбора Народног фронта Србије (НФС), односно Социјалистичког савеза радног народа Србије (ССНРС).
После смрти Моше Пијаде, изабран је 26. марта 1957. за председника Савезне народне скупштине. Ову функцију обављао је и након скупштинских избора 1958. и остао на њој до доношења новог Устава СФРЈ, 1963. године. Јуна 1963. изабран је за председника Савезног извршног већа (СИВ) и на овој дужности је остао до 16. маја 1967. године. На савезним изборима од новембра 1945. до априла 1967. биран је за посланика Савезне скупштине, а на републичким изборима од новембра 1946. до фебруара 1958. за посланика Народне скупштине НР Србије. Од 1948. до 1953. био је у два сазива члан Президијума Народне скупштине ФНРЈ. Биран је у републичко и савезно руководство Народног фронта Југославије (НФЈ), односно Социјалистичког савеза радног народа Југославије (ССРНЈ) и у Председништво Савезног одбора ССРНЈ.
Члан Централног комитета Савеза комуниста Југославије био је од Петог (1948) до Тринаестог конгреса СКЈ (1986). Такође, биран је за члана Политбироа ЦК КПЈ, Извршног комитета ЦК СКЈ, Председништва СКЈ и Председништва ЦК СКЈ. Када је након Осмог конгреса СКЈ, дошло до све отвореније поделе у руководству Савеза комуниста Југославије на централистичку (конзервативну) струју, који је предводио Александар Ранковић и конфедералистичку (реформску) струју, коју је предводио Едвард Кардељ, Стамболић је подржавао реформисте. Као председник СИВ био је председавајући Комисије која је испитивала случај Александра Ранковића и суштински припремила обрачун са њим. На Четвртом пленуму ЦК СКЈ, одржаном јула 1966. на Брионима, на коме је поражена конзервативна струја, био је члан радног Председништва али није узимао реч. Након Ранковићевог пада, постао је функционер из Србије са највећим ауторитетом у Савезу комуниста.
На Петом пленуму ЦК СКЈ одржаном 4. октобра 1966. у Београду изврешна је реформа Савеза комуниста и формирано Председништво ЦК СКЈ, за чијег је члана изабан Стамболић. Након што му је маја 1967. истекао мандат на функцији председника СИВ извесно време био је без функције, која је захтевала свакодневно ангажовање. Како се Добривоје Радосављевић Боби, који је новембра 1966. преузео дужност председника Централног комитета СК Србије, разболео и поднео оставку на ову функцију, Стамболић га је заменио 19. јануара 1968. године. Ову позицију обављао је до Петог конгреса СК Сбрије 23, новембра 1968. када је на њу изабран Марко Никезић, управо на Стамболићев предлог. Иако је предложио и подржао Никезића, кога је потом маја 1971. бранио на састанку руководства СК Србије са председником СКЈ Јосипом Брозом Титом, Стамболић је приликом поделе у СК Србије на либералну групу око Никезића и конзервативну групу око Драже Марковића, подржао Марковића, што је знатно утицало на каснију смену Никезића, након чега су потпуну политичку контролу над Србијом преузео  тандем Марковић—Стамболић.
Маја 1974. изабран је за члана Председништва СФРЈ и од 16. маја 1974. до 16. маја 1975. био његов први потпредседник. Маја 1979. поново је изабран за члана Председништва СФРЈ, а у периоду после Титове смрти, од 16. маја 1981. до 16. маја 1982. обављао је функцију потпредседника, а од 16. маја 1982. до 16. маја 1983. председника Председништва СФРЈ. Био је члан Савета народне одбране, као и члан Савета федерације, где биран — јуна 1963, маја 1967. и јула 1971. године. По истеку мандата члана Председништва СФРЈ, јуна 1984. изабран је поново за члана Савета федерације, а реизабран је јуна 1988. године.
Крајем 1970-их и почетком 1980-их давао је подршку Дражи Марковићу у његовом сукобу са руководствима САП Војводине и САП Косовa, а касније је у истој борби подржавао и свог рођака Ивана Стамболића. Септембра 1981. поднео је оставку на чланство у Председништву ЦК СКЈ, како би на његово место био изабран Марковић. Маја 1984. повукао се у политичку пензију, али је још неко време задржао неформални утицај у Савезу комуниста Србије. Почетком 1986. сукобио се са Марковићем око избора Слободана Милошевића за председника Председништва ЦК СК Србије, кога је подржавао Иван Стамболић. Након Осме седнице ЦК СК Србије и победе Милошевићеве групе, септембра 1987. потпуно је нестао његов политички утицај.
Преминуо је 21. септембра 2007. у Београду. Кремиран је на Новом гробљу у Београду, а сахрањен на гробљу у родном селу Брезова, код Ивањице. Његов сестрић био је Иван Стамболић (1936—2000), трагично преминули председник Председништва СР Србије.
Носилац је Партизанске споменице 1941. и других југословенских одликовања, међу којима су — Орден југословенске велике звезде, Орден јунака социјалистичког рада, Орден народног ослобођења, Орден партизанске звезде са златним венцем, Орден заслуга за народ са златном звездом, Орден братства и јединства са златним венцем и Орден за храброст. Орденом народног хероја одликован је 27. новембра 1953. године. Од иностраних одликовања, носилац је Краљевског ордена Ђорђа I у реду Великог крста Краљевине Грчке.

## Галерија
- Петар Стамболић и Александар Ранковић током посете Јосипа Броза Тита Ранковићеву 1951.
- Петар Стамболић и Борис Крајгер, у Марибору 1958.
- Петар Стамболић држи говор на Главном тргу у Марибору 1958.
- Петар Стамболић на дочеку Јосипа Броза Тита у Загребу 1959.
- Петар Стамболић са Јосипом Брозом Титом на пријему председника Уганде Милтона Оботеа на Брионима 1965.
- Петар Стамболић са председником Кипра, архиепископом Макариосом III, у Београду
- Орден народног хероја